# رفول الملكة كارولا
رفول الملكة كارولا (الاسم العلمي: Parotia carolae)، نوع من الطيور التي تنتمي إلى فصيلة طائر الجنة. تقطن في منتصف الغابات الجبلية في وسط غينيا الجديدة. قوتها الأساسي الفواكه والمفصليات.